# Idrottsminister
Idrottsminister benämns ofta det minister i ett lands regering som ansvarar för idrottsfrågor och idrottspolitik.
I ett antal länder är idrottsministern är ofta en kombinerad post, där ansvarigt statsråd har flera ansvarsområden. Dessutom har idrottsfrågorna flera gånger flyttats mellan olika departement.